# 엑스페리먼트 (2010년 영화)
《엑스페리먼트》(The Experiment)는 2010년 공개된 미국의 영화이다. 2001년 동명의 독일 영화의 리메이크 작품이다.

## 출연

### 주연
- 애드리언 브로디
- 포레스트 휘태커

### 조연
- 캠 지갠뎃
- 매기 그레이스
- 클리프톤 콜린스 주니어

## 기타
- 원작자: 마리오 지오다노
- Line PD: 조엘 새딜렉
- 미술: 게리 프루트코프
- 의상: 야스민 에이브러햄
- Ass-PD: 캐시 벡커맨
- Ass-PD: 베렌니스 부어링
- Ass-PD: 아네트 크자가니
- Ass-PD: 케빈 레이몬드
- Ass-PD: 매튜 스페인
- 세트: 바바라 카셀
- 배역: 앤 윌킨슨
- 배역: 로니 에스켈